# Arrested Development (banda)
Arrested Development es una banda de hip hop estadounidense formada en Atlanta en 1988. Fue fundada por el rapero Speech y el DJ Headliner a comienzos de los años noventa.

## Discografía
- 1992 3 Years, 5 Months & 2 Days in the Life Of...
- 1993 Arrested Development Unplugged
- 1994 Zingalamaduni
- 1998 The Best Of Arrested Development
- 2000 Da Feelin'
- 2002 Classic Masters
- 2002 Greatest Hits
- 2002 Heroes of the Harvest
- 2005 Best Of Arrested Development
- 2005 Among the Trees
- 2006 Since The Last Time
- 2010 Strong
- 2012 Standing At The Crossroads